# Mammillaria poselgeri
Mammillaria poselgeri är en kaktusväxtart som beskrevs av Hildm. Mammillaria poselgeri ingår i släktet Mammillaria och familjen kaktusväxter. Inga underarter finns listade i Catalogue of Life.

## Bildgalleri

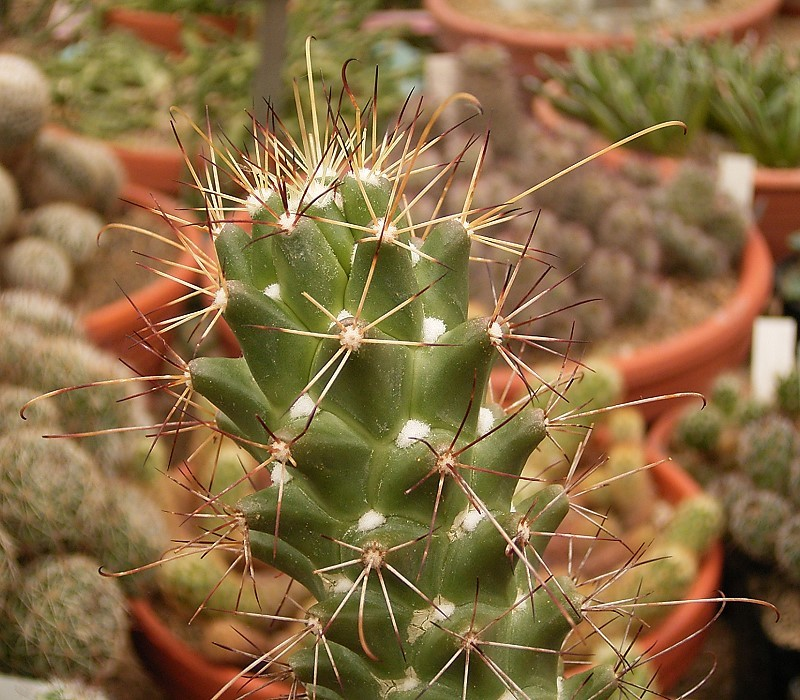
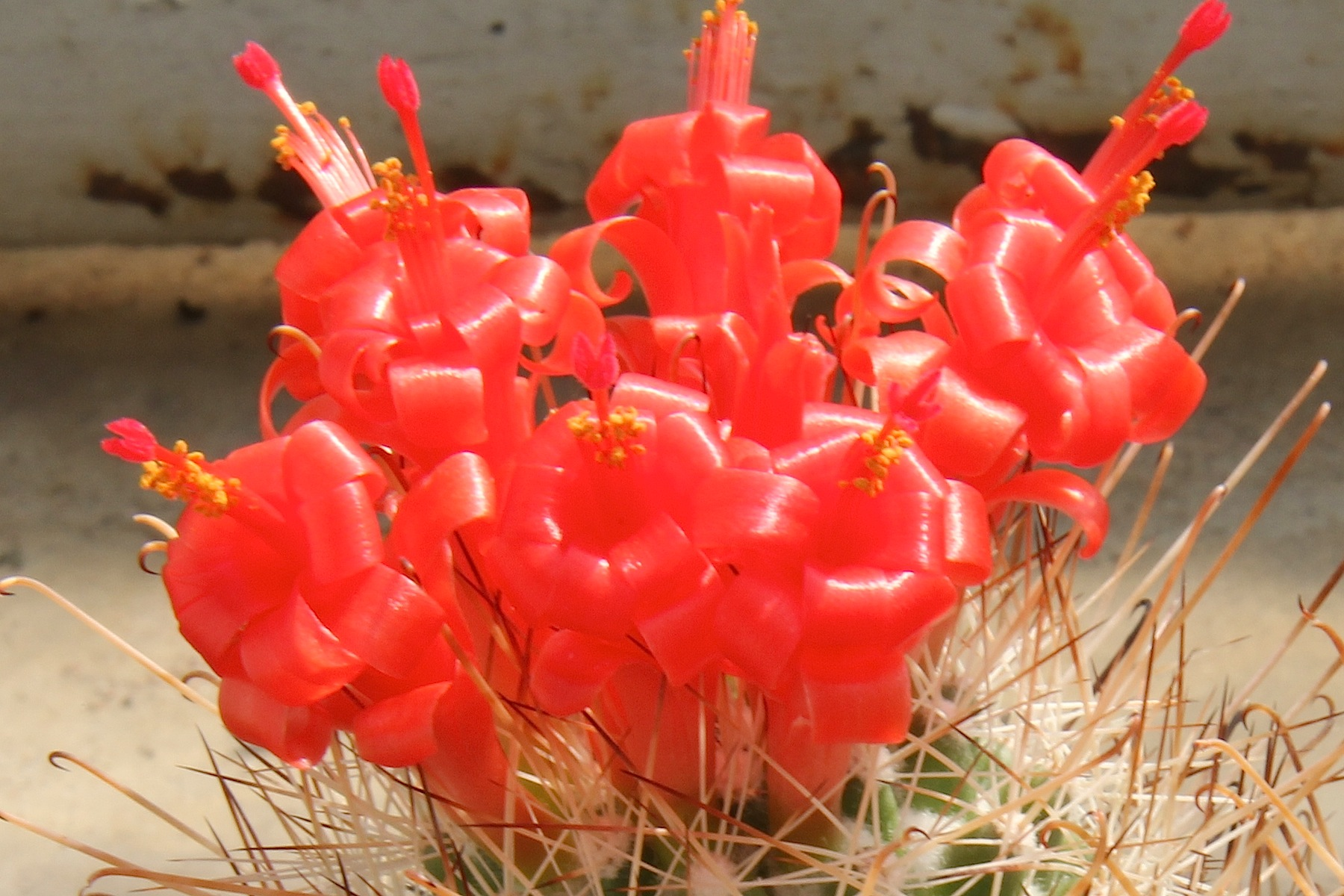
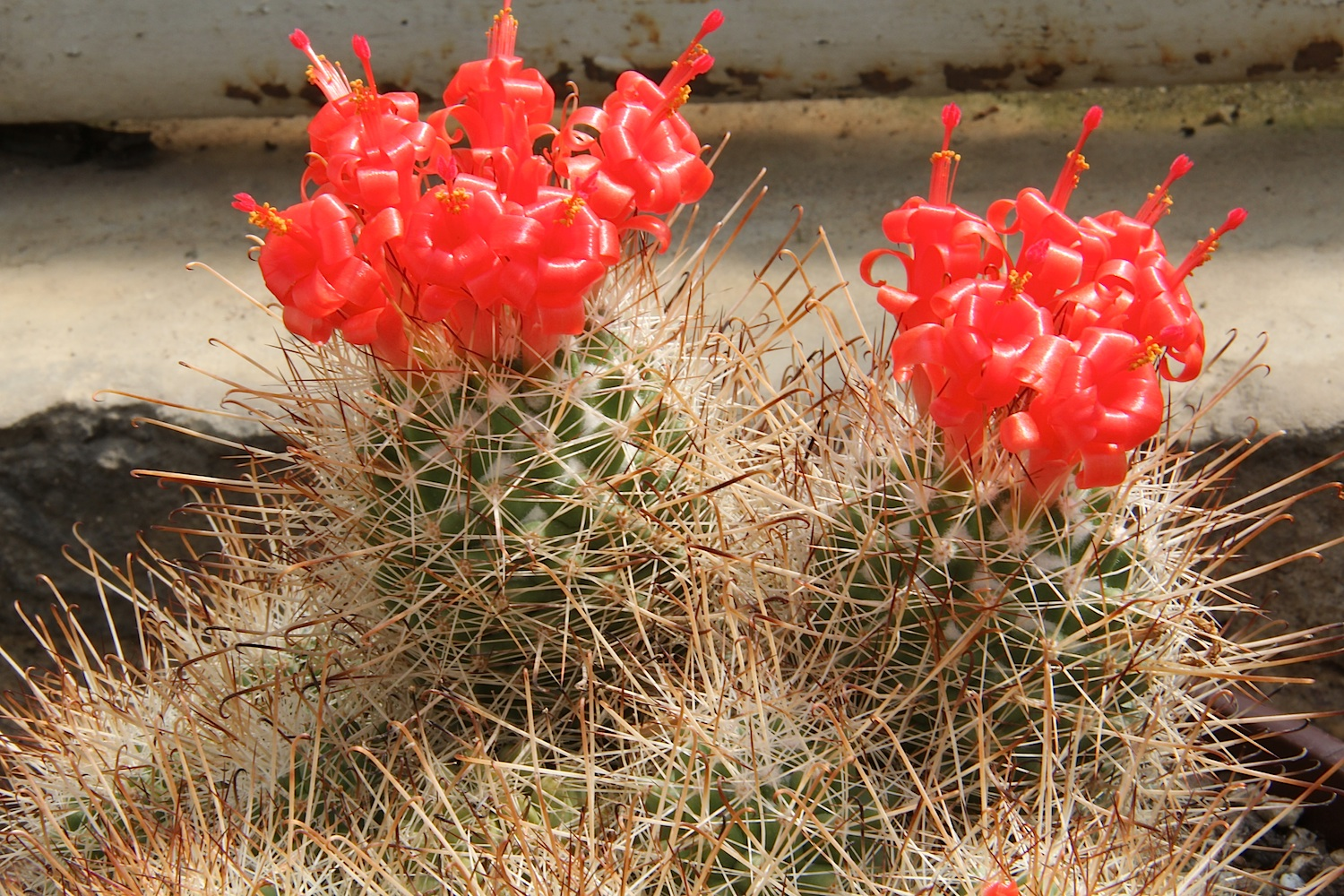
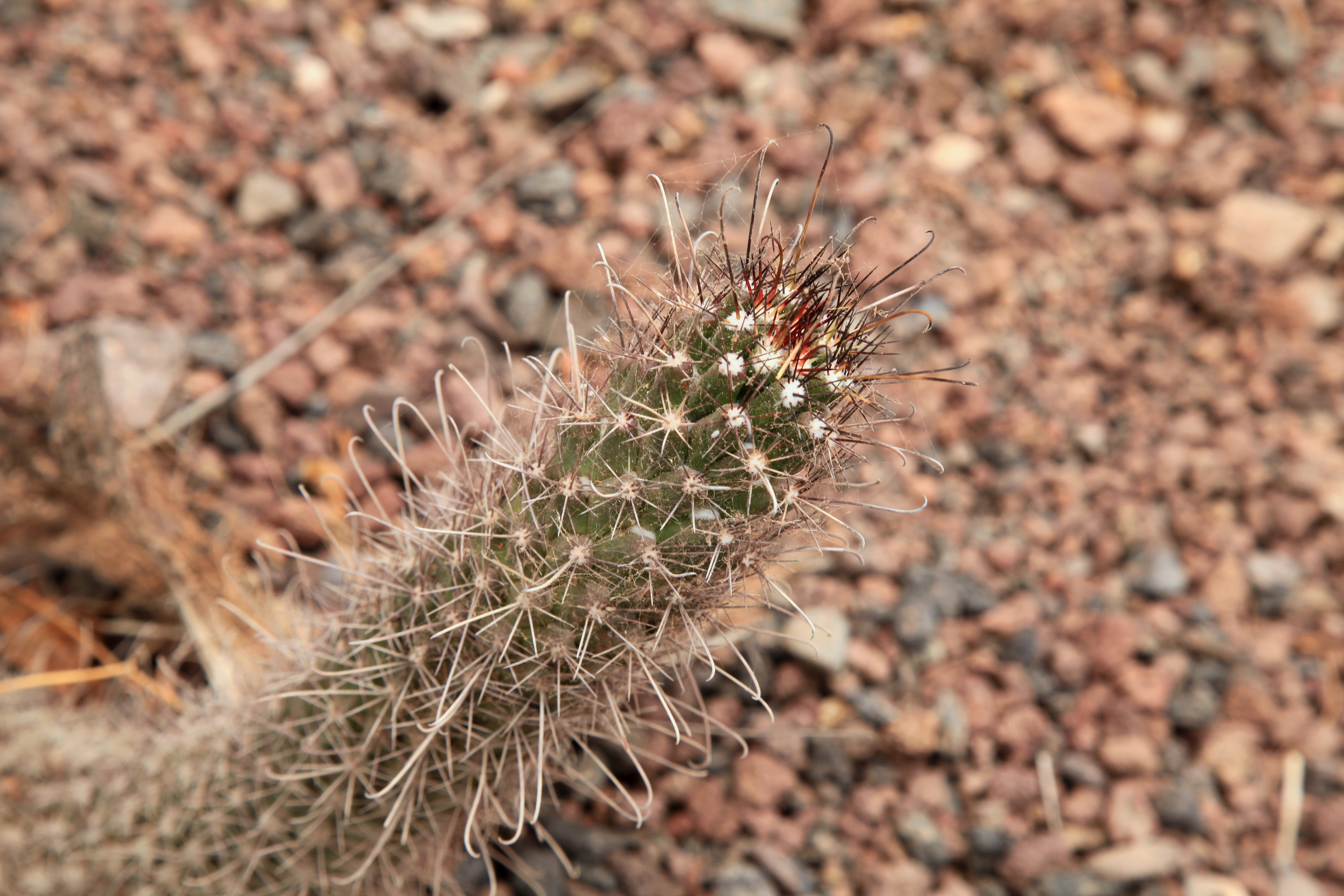
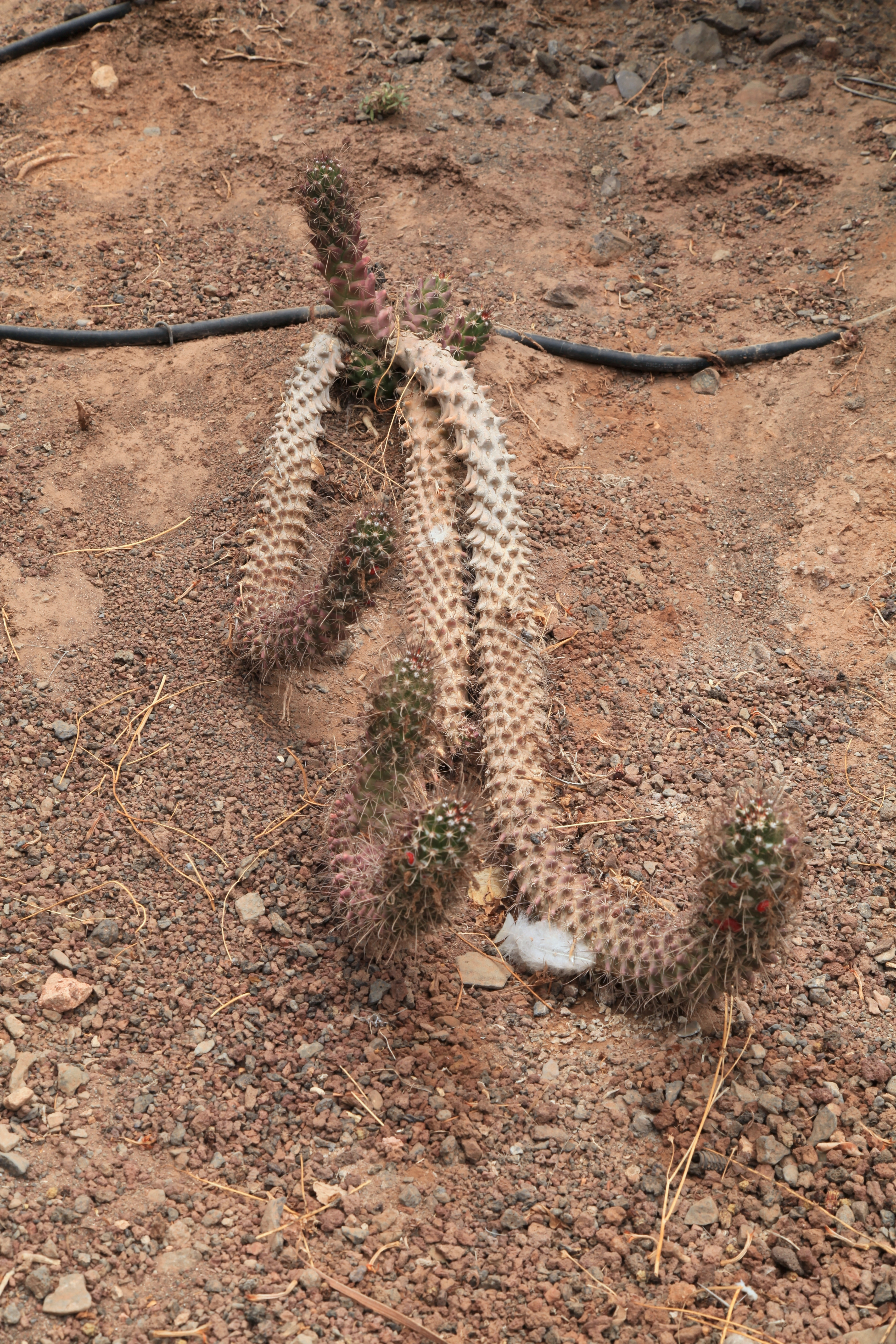
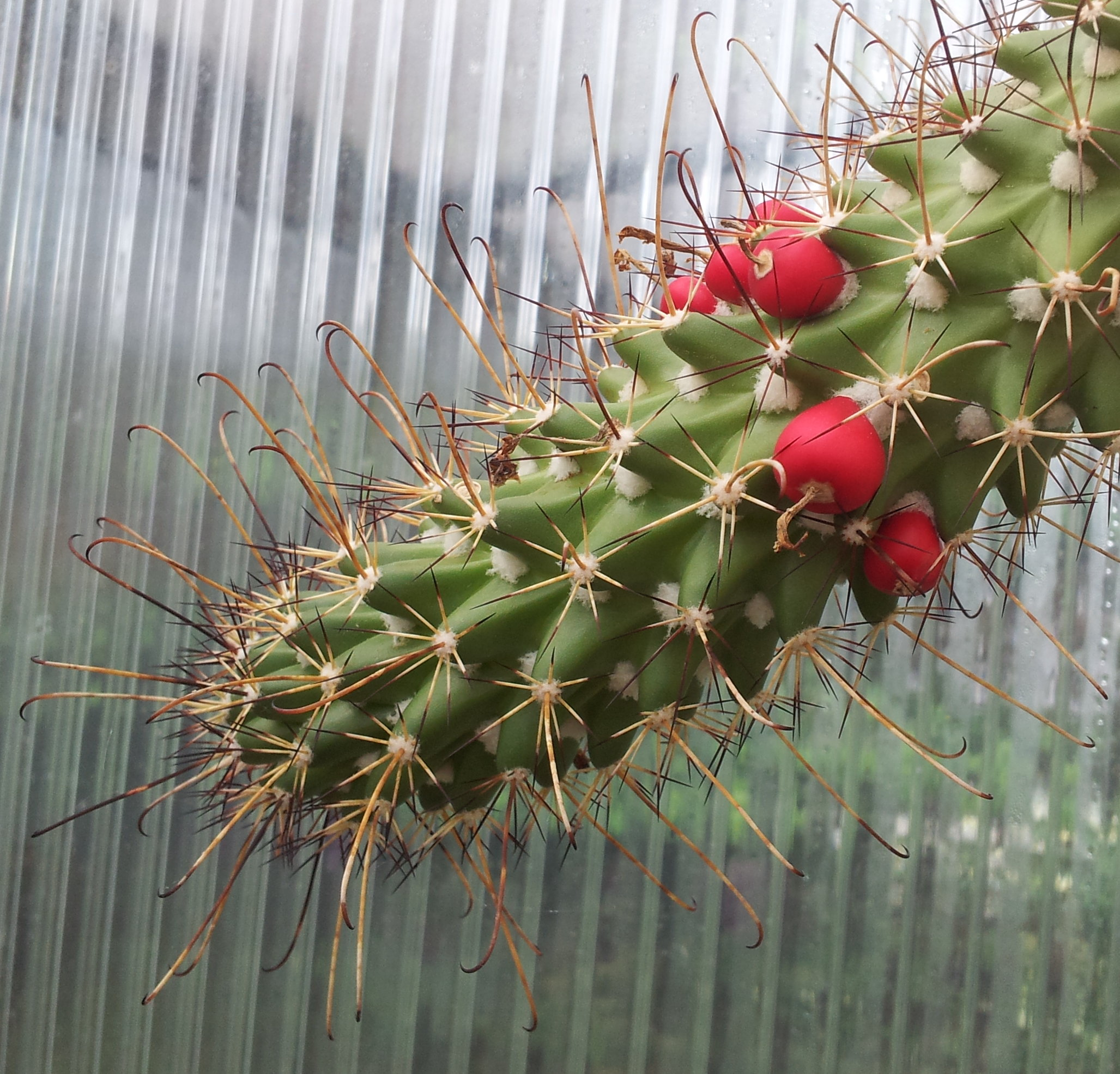